# Yamaha Artist
Il titolo di Yamaha Artist viene concesso a strumentisti (o artisti) di chiara fama che scelgono, ufficialmente, di suonare strumenti musicali Yamaha Corporation.
Il programma di endorsement artistico Yamaha è gestito da Yamaha Corporate Artist Affairs. A New York è presente l'ufficio che gestisce esclusivamente gli Yamaha Artists classici, come i pianisti Yamaha (piano) e gli strumenti orchestrali. Gli altri uffici Yamaha (guitar) e Yamaha Drums sono situati in Buena Park, California.  L'ufficio di New York è conosciuto come Yamaha Artist Services, Inc. e fu fondato nel 1987 per servire il mondo dei pianisti classici Yamaha.
Esistono anche uffici in Parigi, Seul, Londra, Tokyo, e Mosca.

## Alcuni Yamaha Artists
Sir Elton John,
Roberto Giordano,
Karmin,
Alicia Keys,
Costantino Catena,
Stevie Wonder,
Abbey Simon,
U2,
James Blunt,
Tony Bennett,
Randy Jackson,
Nathan East,
Bert Jansch,
Sir Paul McCartney,
Ryan Shore,
Denis Matsuev,
Phil Ramone,
Michael Bublé,
Maria João Pires,
Norah Jones,
Barry Manilow,
Chick Corea,
Jamie Cullum,
Alexander Kobrin,
Sheryl Crow,
A Fine Frenzy,
Josh Groban,
Michael Tilson Thomas,
Sarah McLachlan,
James Taylor,
Justin Timberlake